# Lycée Lakanal
Lycée Lakanal là một trường trung học công lập tọa lạc tại Sceaux, Hauts-de-Seine, Pháp, thuộc vùng thủ đô Paris. Nó mang tên của Joseph Lakanal, một chính trị gia người Pháp và là thành viên sáng lập của Viện Pháp. Trường cũng cung cấp một trường trung học cơ sở và đào tạo đại học Các lớp dự bị trình độ cao. Các nhà khoa học và nhà văn nổi tiếng của Pháp đã tốt nghiệp Lycée Lakanal như Jean Giraudoux, Alain-Fournier và Frédéric Joliot-Curie.
Một số cựu sinh viên đã tiếp tục tham gia grandes écoles, bao gồm cả HEC Paris.

## Sinh viên tốt nghiệp nổi tiếng
- Hélène Cixous, một tác giả có hai quốc tịch Algérie và Pháp.